# Стефан Одран
Коле́тт Сюза́нн Дашві́ль (фр. Colette Suzanne Dacheville), відома як Стефа́н Одра́н (фр. Stéphane Audran; 8 листопада 1932, Версаль, Франція — 27 березня 2018, Франція) — французька акторка та оповідачка аудіокниг.

## Біографія
Народилася 8 листопада 1932 у Версалі, Франція. Навчалася акторській майстерності у Шарля Дюллена, Мішеля Вітольда, Тані Балашової та Рене Симона. Дебютувала у фільмі Данієля Костеля «Нічна гра» (1957), потім виконала маленьку роль, не вказану в титрах, у чорно-білій драмі Жака Беккера «Коханці Монпарнаса».
Незабаром на акторку звернув увагу режисер Клод Шаброль. У 1959 році Стефан знялася в його фільмі «Кузени» — одному з найпомітніших проєктів ранньої «Нової хвилі». Відтоді упродовж багатьох років Стефан Одран брала участь в усіх фільмах Клода Шаброля. Творчі стосунки з часом набули романтичного забарвлення, і в 1964 році Одран одружилася з ним, розлучившись з актором Жаном-Луї Трентіньяном.
У 1968 році Стефан Ордан отримала приз «Срібний ведмідь» на Берлінському міжнародному кінофестивалі як найкраща акторка (за головну роль у стрічці «Лані»). У 1970 році її назвали найкращою акторкою на Міжнародному кінофестивалі у Сан-Себастьяні (головна роль у фільмі «М'ясник»).
Найвідомішою Стафан Одран стала після ролі Аліс Сенешаль у фільмі Луїса Бунюеля Скромна чарівність буржуазії (1972). За цю роботу та за роль у фільм «Перед самою ніччю» у 1973 році акторка отримала премію Британською кінотелеакадемії BAFTA.
У 1979 році Стефан Одран отримала французьку національну кінопремію «Сезар» за роль другого плану в кримінальній драмі Клода Шаброля «Віолета Нозьєр», де також знялася Ізабель Юппер.
Після розлучення з Клодом Шабролем у 1980 році Стефан Одран вирішила самостійно контролювати свою кар'єру й повністю змінила імідж. Вона почала грати неприємних, вульгарних героїнь («Бездоганна репутація», «Смертельна поїздка»). Однією з найяскравіших робіт Стефан Одран в «постшабролівський» період стала головна роль в музичній драмі данського режисера Габріеля Акселя «Бенкет Бабетти», екранізації оповідання данської письменниці Карен Бліксен, яка писала під псевдонімом Ісак Дінесен. Бабетта, героїня Стефан Одран, — француженка, вимушена втекти в Ютландію з охопленого революцією Парижа. Бабетта не взяла з собою нічого, окрім лотерейного квитка, і через 14 років у сумовитому протестантському селі несподівано дізналася, що виграла цілий статок. Перш ніж повернутися до Парижа, героїня вирішує влаштувати для суворих і аскетичних мешканців села справжнє французьке свято… У 1988 році фільм був відзначений премією «Оскар», як найкращий фільм іноземною мовою.
Після 60 років Стефан Одран несподівано звернулася до комедійного жанру. У 1999 році знялася в романтичній комедії «Улюблена теща» з Катрін Денев, а ще два роки потому виконала роль другого плану в комедії «Я хочу їсти». Її останньою роботою в кіно стала роль у фільмі «Дівчина з Монако» (2008).
У шлюбі Шабролем в 1963 році народила сина Тома Шаброля, який теж став актором.
Стефан Одран померла 27 березня 2018 року у віці 85 років після тривалої хвороби.

## Фільмографія
| Рік       |    | Українська назва                                           | Оригінальна назва                                                 | Роль                                   |
| --------- | -- | ---------------------------------------------------------- | ----------------------------------------------------------------- | -------------------------------------- |
| 1957      | ф  | Нічна забава                                               | Le jeu de la nuit                                                 |                                        |
| 1958      | ф  | Цілющий відвар                                             | La bonne tisane                                                   | Аліна                                  |
| 1959      | ф  | Кузени                                                     | Les cousins                                                       |                                        |
| 1960      | ф  | Любка                                                      | Les bonnes femmes                                                 | Жинетт                                 |
| 1961      | ф  | Залицяльники                                               | Les godelureaux                                                   | Ксав'є, танцівниця                     |
| 1961      | ф  | Блюз Сен-Тропе                                             | Saint-Tropez Blues                                                | Люсі                                   |
| 1962      | ф  | Знак Лева                                                  | Le signe du lion                                                  | власниця готелю                        |
| 1962      | ф  | Око лукавого                                               | L'oeil du malin                                                   | Елен                                   |
| 1963      | ф  | Ландрю                                                     | Landru                                                            | Фернанда Сегре                         |
| 1964      | ф  | Огрядні люди, або Як зменшити свою вагу без втрати апетиту | Les durs à cuire ou Comment supprimer son prochain sans perdre... | Ріка Лормонд                           |
| 1965      | ф  | Париж очима шести                                          | Paris vu par...                                                   | мати (епізод «Мунет»)                  |
| 1965      | ф  | Марі-Шанталь проти доктора Ха                              | Marie-Chantal contre le docteur Kha                               | Ольга                                  |
| 1966      | ф  | Демаркаційна лінія                                         | La ligne de démarcation                                           | дружина доктора Ляфає                  |
| 1967      | ф  | Скандал                                                    | Le scandale                                                       | Жаклін                                 |
| 1968      | ф  | Лані                                                       | Les Biches                                                        | Фредеріка                              |
| 1968      | ф  | Невірна дружина                                            | La femme infidèle                                                 |                                        |
| 1969      | ф  | М'ясник                                                    | Le boucher                                                        |                                        |
| 1970      | ф  | Кожа Торпедо                                               | La peau de torpedo                                                | Домініка                               |
| 1970      | ф  | Розрив                                                     | La rupture                                                        | Елен Реньє                             |
| 1970      | ф  | Пані в окулярах і з рушницею в автомобілі                  | The Lady in the Car with Glasses and a Gun                        | Аніта Колдвелл                         |
| 1970      | с  | Місце злочину                                              | Tatort                                                            | доктор Богданович                      |
| 1971      | ф  | Перед самою ніччю                                          | Juste avant la nuit                                               | Елен Массон                            |
| 1971      | ф  | Без видимих причин                                         | Sans mobile apparent                                              | Елен Валлі                             |
| 1971      | ф  | Усе що стосується кохання                                  | Aussi loin que l'amour                                            | дружина Мішеля                         |
| 1972      | ф  | Вбивство є вбивство                                        | Un meurtre est un meurtre                                         | Марі Кастнер / Анна                    |
| 1972      | ф  | Скромна чарівність буржуазії                               | Le charme discret de la bourgeoisie                               | Аліс Сенешаль                          |
| 1973      | ф  | Кривава розпуста                                           | Les noces rouges                                                  | Люсьєн Деламар                         |
| 1974      | ф  | Як досягти успіху в справах, коли ти дурень і плакса       | Comment réussir... quand on est con et pleurnichard               | Сесіль Малемпін                        |
| 1974      | ф  | Крик серця                                                 | Le cri du coeur                                                   | Клер, мати Александра                  |
| 1974      | ф  | Десять негритят                                            | Ein Unbekannter rechnet ab                                        | Ілона Морган                           |
| 1974      | ф  | Венсан, Франсуа, Поль та інші                              | Vincent, François, Paul... et les autres                          | Катрін, жінка Вінсента                 |
| 1974      | ф  | Ви повинні вбити B.                                        | Hay que matar a B.                                                | Сусана                                 |
| 1975      | ф  | Чорний птах                                                | The Black Bird                                                    | Анна Кемідов                           |
| 1975—1991 | с  | Сінема 16                                                  | Cinéma 16                                                         | Маріанна Бернежуль                     |
| 1976      | ф  | Хто сказав, що жінка...                                    | Chi dice donna dice donna                                         | Мімі / Шанталь (епізод «Ділові жінки») |
| 1976      | ф  | Буржуазні чудасії                                          | Folies bourgeoises                                                | Клер Брондель                          |
| 1977      | ф  | Срібні ведмеді                                             | Silver Bears                                                      | Шієрен Фірдаузі                        |
| 1977      | ф  | Адвокат диявола                                            | Des Teufels Advokat                                               | Анна, графиня де Санктіс               |
| 1977      | ф  | Смерть негідника                                           | Mort d'un pourri                                                  | Християна Дюбає                        |
| 1977      | ф  | Кровні узи                                                 | Les liens de sang                                                 | місіс Лоурі                            |
| 1978      | ф  | Віолета Нозьєр                                             | Violette Nozière                                                  | Жермен Нозьєр                          |
| 1979      | ф  | Крило Орла                                                 | Eagle's Wing                                                      | вдова                                  |
| 1979      | ф  | Виграш                                                     | Le gagnant                                                        | Елен Дюпре-Гранваль                    |
| 1979      | с  | Східний експрес                                            | Orient-Express                                                    | баронесса Марія фон Палберг            |
| 1980      | ф  | Сонце в обличчя                                            | Le soleil en face                                                 | Женев'єва                              |
| 1980      | ф  | Велика червона одиниця                                     | The Big Red One                                                   | Underground Walloon Fighter at Asylum  |
| 1980      | ф  | Серце навиворіт                                            | Le coeur à l'envers                                               | Жанна                                  |
| 1980      | ф  | Клітка для диваків 2                                       | La cage aux folles II                                             |                                        |
| 1981      | ф  | Сім'я Плуф                                                 | Les Plouffe                                                       | мадам Бушер                            |
| 1981      | тф | Прекрасний світ                                            | Le beau monde                                                     | Аріана                                 |
| 1981      | с  | Повернення у Брайдсгед                                     | Brideshead Revisited                                              | Кара                                   |
| 1981      | ф  | Бездоганна репутація                                       | Coup de torchon                                                   | Югетт Кордьє                           |
| 1982      | ф  | Бульвар убивць                                             | Boulevard des assassins                                           | Франсін                                |
| 1982      | ф  | Шок                                                        | Le Choc                                                           | Жанна Фольк                            |
| 1982      | тф | Виборча схожість                                           | Les affinités électives                                           | Шарлотта                               |
| 1982      | ф  | Рай для усіх                                               | Paradis pour tous                                                 | Едіт                                   |
| 1982      | тф | Марсельєза                                                 | La marseillaise                                                   | Джульєтта Пуссен                       |
| 1983      | ф  | Смертельна поїздка                                         | Mortelle randonnée                                                | Сіра леді                              |
| 1983      | ф  | Скарлатина                                                 | La scarlatine                                                     | Мінон Палацці                          |
| 1983      | ф  | Нічні злодюжки                                             | Les voleurs de la nuit                                            | мати Ізабель                           |
| 1984      | ф  | Чужою кров'ю                                               | Le sang des autres                                                | Жіжі                                   |
| 1984      | с  | Дочка Містралю                                             | Mistral's Daughter                                                | Паула Дельонд                          |
| 1984      | с  | Сінематон                                                  | Cinématon                                                         | учасниця                               |
| 1985      | ф  | Курча під оцтом                                            | Poulet au vinaigre                                                | мадам Куно                             |
| 1985      | ф  | Чарівна ніч                                                | Night Magic                                                       | Дженіс                                 |
| 1985      | ф  | Клітка для диваків 3: Весілля                              | La cage aux folles III: 'Elles' se marient                        | Мартімонія                             |
| 1985      | ф  | Циганка                                                    | La gitane                                                         | Бріджит                                |
| 1986      | ф  | Стежте за поглядом                                         | Suivez mon regard                                                 | жінка на телефрафі                     |
| 1986      | тф | Острів                                                     | Un'isola                                                          | мадам Лекок                            |
| 1987      | ф  | Бенкет Бабетти                                             | Babettes gæstebud                                                 | Бабетта Герсант                        |
| 1987      | ф  | Крик сови                                                  | Le cri du hibou                                                   |                                        |
| 1987      | тф | Бідна маленька багата дівчинка                             | Poor Little Rich Girl: The Barbara Hutton Story                   | Полін де ля Рошель                     |
| 1987      | ф  | Безликі                                                    | Faceless                                                          |                                        |
| 1988      | ф  | Час задоволень                                             | Les saisons du plaisir                                            | Бернадетта                             |
| 1988      | ф  | Тіло за тіло                                               | Corps z'a corps                                                   | Една Шабер                             |
| 1988      | ф  | Гніздо павуків                                             | Il nido del ragno                                                 | місіс Кюн                              |
| 1988      | с  | Таємні досьє інспектора Лавардена                          | Les dossiers secrets de l'inspecteur Lavardin                     | Катрін                                 |
| 1989      | тф | Чарлі «Шампань»                                            | Champagne Charlie                                                 | Тереза                                 |
| 1989      | ф  | Маніка, дівчина з двома життями                            | Manika, une vie plus tard                                         | сестра Аманда                          |
| 1990      | ф  | Меса в сі-мінорі                                           | La messe en si mineur                                             | Марі-Лор Вільґран                      |
| 1990      | с  | Розшукове агентство «ТЕКС»                                 | TECX                                                              | Ізабель Сувра                          |
| 1990      | ф  | Тихі дні в Кліші                                           | Jours tranquilles à Clichy                                        | Адрієнн                                |
| 1990      | ф  | Сини                                                       | Sons                                                              | Флоранс                                |
| 1992      | ф  | Бетті                                                      | Betty                                                             | Лаура                                  |
| 1992      | ф  | Поворот гвинта                                             | The Turn of the Screw                                             | місіс Ґром                             |
| 1992      | тф | Не потрібно сліз, люба                                     | Weep No More, My Lady                                             | Мінна                                  |
| 1992      | тф | Право забути                                               | Le droit à l'oubli                                                |                                        |
| 1994      | тф | Зникнення                                                  | L'évanouie                                                        | Клер                                   |
| 1995      | ф  | Він син Гасконі                                            | Le fils de Gascogne                                               | грає саму себе                         |
| 1995      | ф  | Церемонія                                                  | La Cérémonie                                                      | Люсьєн Деламар                         |
| 1995      | ф  | Для крихітки Маргері                                       | Au petit Marguery                                                 | Жозефіна                               |
| 1996      | ф  | Максимальний ризик                                         | Maximum Risk                                                      | Шанталь Моро                           |
| 1996      | тф | Малюк                                                      | Petit                                                             | Франсуаза                              |
| 1997      | тф | Собача весна                                               | Un printemps de chien                                             | Женев'єва                              |
| 1997      | ф  | Арлетт                                                     | Arlette                                                           | Діана                                  |
| 1998      | ф  | Мадлен                                                     | Madeline                                                          | леді Ковінгтон                         |
| 1999      | ф  | Улюблена теща                                              | Belle maman                                                       | Бріджит                                |
| 2000      | ф  | Пікнік Лулу Кретц                                          | Le pique-nique de Lulu Kreutz                                     | Леді Ковінгтон                         |
| 2000      | ф  | До речі про Бунюеля                                        | A propósito de Buñuel                                             | Елла                                   |
| 2000      | с  | Блакитний велосипед                                        | La bicyclette bleue                                               | Ліза Монплейнет                        |
| 2001      | ф  | Я хочу їсти                                                | J'ai faim!!!                                                      | Габі, мати Ліли                        |
| 2002      | ф  | Мою дружину звуть Моріс                                    | Ma femme... s'appelle Maurice                                     | Жаклін Бойдан                          |
| 2004      | тф | Сіссі — бунтівна імператриця                               | Sissi, l'impératrice rebelle                                      | Софі                                   |
| 2008      | ф  | Дівчина з Монако                                           | La fille de Monaco                                                | Едіт Лассаль                           |
| 2018      | ф  | Інша сторона вітру                                         | The Other Side of the Wind                                        | Стефан                                 |

## Визнання
| Нагороди та номінації Стефан Одран                | Нагороди та номінації Стефан Одран                  | Нагороди та номінації Стефан Одран             | Нагороди та номінації Стефан Одран |
| Рік                                               | Категорія                                           | Фільм                                          | Результат                          |
| ------------------------------------------------- | --------------------------------------------------- | ---------------------------------------------- | ---------------------------------- |
| Берлінський міжнародний кінофестиваль             |                                                     |                                                |                                    |
| 1968                                              | Премія «Срібний ведмідь» за найкращу жіночу роль    | Лані                                           | Перемога                           |
| Міжнародний кінофестиваль у Сан-Себастьяні        |                                                     |                                                |                                    |
| 1970                                              | Приз «Сан-Себастьян» найкращій акторці              | М'ясник                                        | Перемога                           |
| Премія BAFTA                                      |                                                     |                                                |                                    |
| 1973                                              | Найкраща акторка                                    | М'ясник                                        | Номінація                          |
| 1974                                              | Найкраща акторка                                    | Перед самою ніччю Скромна чарівність буржуазії | Перемога                           |
| 1989                                              | Найкраща акторка                                    | Бенкет Бабетти                                 | Номінація                          |
| Премія «Сезар»                                    |                                                     |                                                |                                    |
| 1979                                              | НайкращийНайкраща акторка другого плану             | Віолета Нозьєр                                 | Перемога                           |
| 1982                                              | НайкращийНайкраща акторка другого плану             | Бездоганна репутація                           | Номінація                          |
| 1983                                              | НайкращийНайкраща акторка другого плану             | Рай для усіх                                   | Номінація                          |
| 1984                                              | НайкращийНайкраща акторка другого плану             | Смертельна поїздка                             | Номінація                          |
| Італійський національний синдикат кіножурналістів |                                                     |                                                |                                    |
| 1988                                              | Премія «Срібна стрічка» найкращій іноземній акторці | Бенкет Бабетти                                 | Перемога                           |
| Премія «Роберт»                                   |                                                     |                                                |                                    |
| 1988                                              | Найкраща акторка                                    | Бенкет Бабетти                                 | Перемога                           |
| Лондонське коло кінокритиків                      |                                                     |                                                |                                    |
| 1989                                              | Акторка року                                        | Бенкет Бабетти                                 | Перемога                           |